# Metzleinstaler Hof

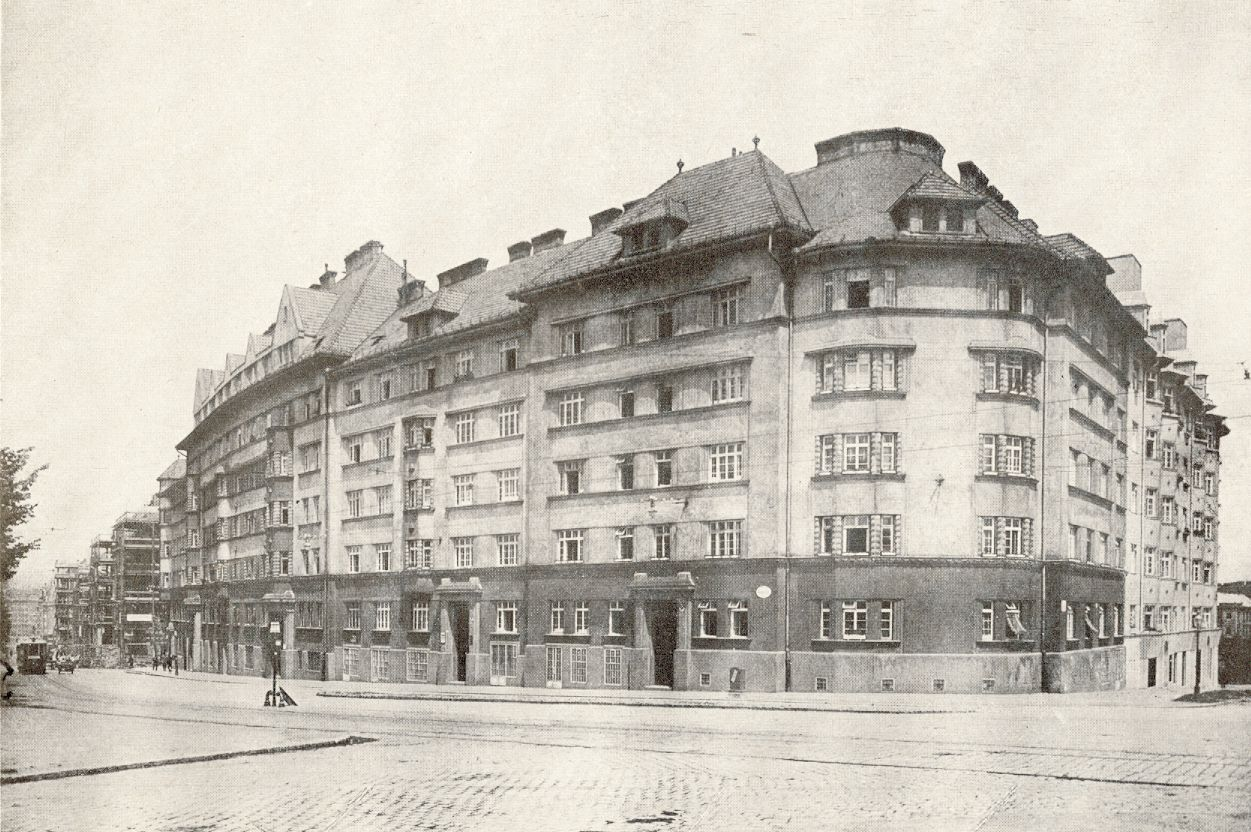
Metzleinstaler Hof um 1922

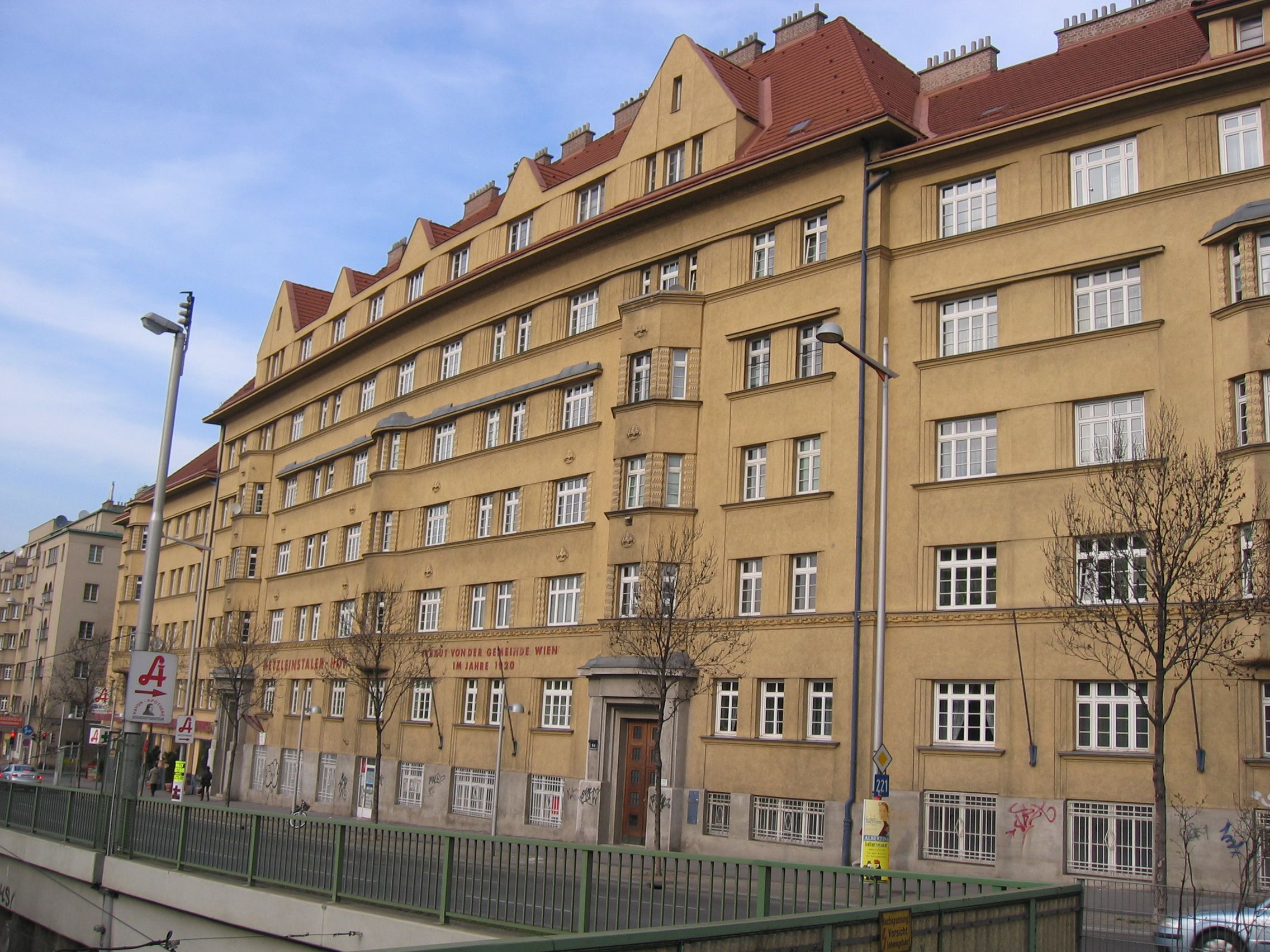
Metzleinstaler Hof im März 2008

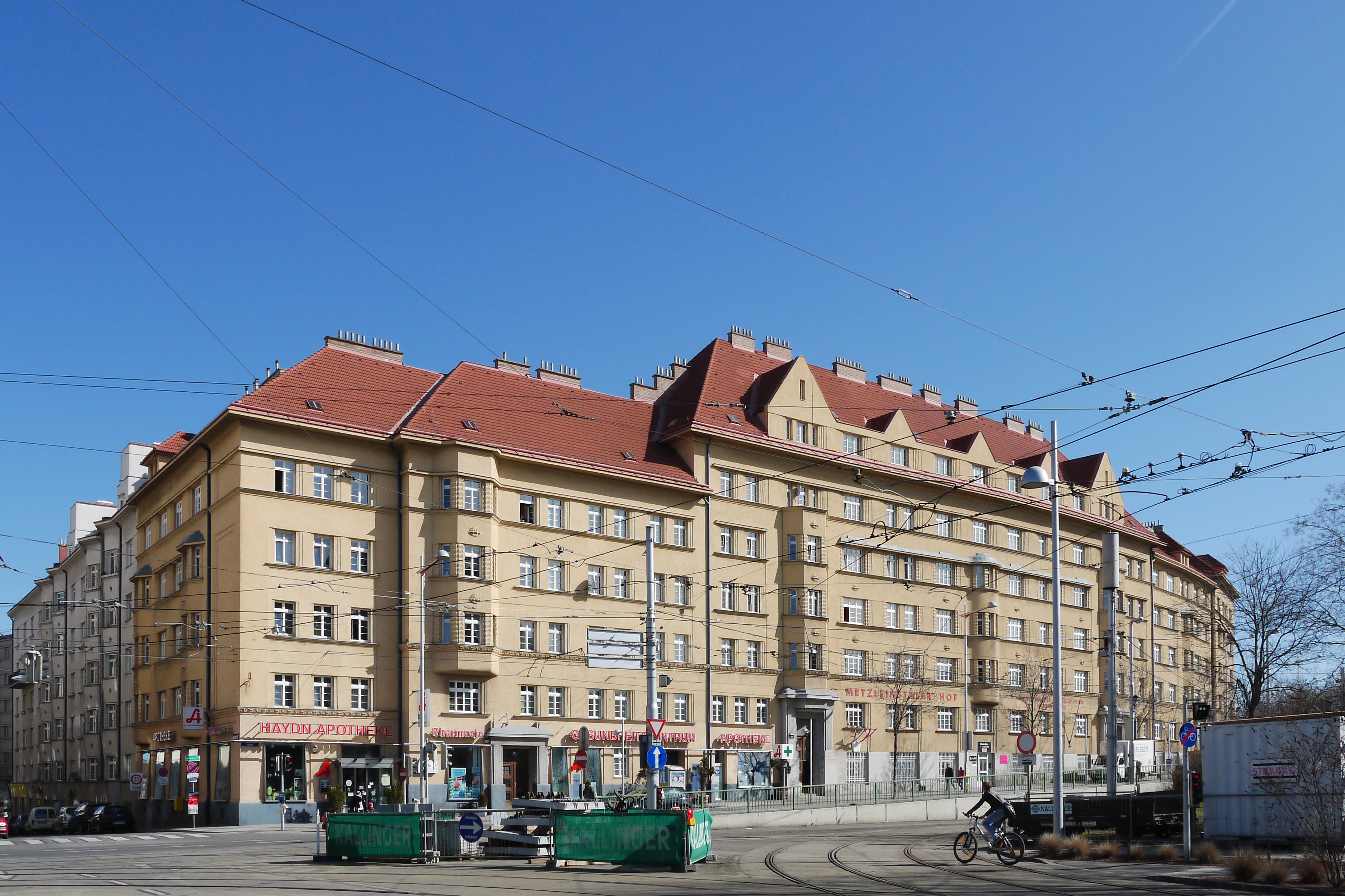
Biegung entlang des Gürtels

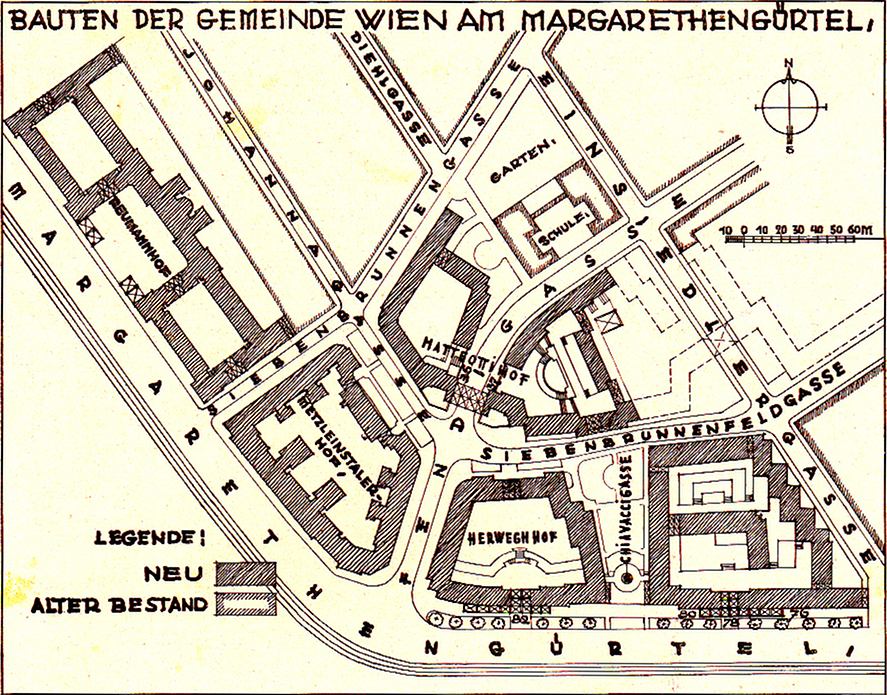
Lageplan, um 1927

Der Metzleinstaler Hof ist eine denkmalgeschützte städtische Wohnhausanlage in Wien. Sie befindet sich in Margareten, dem 5. Wiener Gemeindebezirk, am Margaretengürtel 90–98.

## Baubeschreibung
Der Metzleinstaler Hof wurde nach dem Ersten Weltkrieg als Miethaus geplant, jedoch nach einem Entwurf des Architekten Robert Kalesa 1920 unter Bürgermeister Jakob Reumann als erster „echter“ Gemeindebau der Stadt Wien fertiggestellt. Dieser Gemeindebau war ohne Gangküchen, dafür mit direkter Belichtung aller Räume und einem Kindergarten im Erdgeschoß ausgestattet. Der Name des Baus erinnert an den alten, 1305 erstmals erwähnten Flurnamen Metzleinstal, später Matzleinsdorf, den Teil des 5. Bezirks, in dem der Bau sich befindet.
In den Jahren 1923/24 wurde der zweite Bauabschnitt von Architekt Hubert Gessner vollendet. Dieser Bauabschnitt zeichnet sich durch reiche keramische Verzierungen in Form von farbigen Majolikareliefs an Fenstern und Fassaden aus.
Die nun 244 Wohnungen umfassende Anlage wurde Vorbild für zahlreiche spätere Gemeindebauten in ganz Wien, z. B. die Stiegenhäuser, die vom Hof zugänglich sind.
Als Sozialeinrichtungen waren eine zentrale Badeanstalt und eine Wäscherei, ein Kindergarten, eine Bibliothek, Klubräume sowie eine Lehrlingswerkstatt vorhanden.
In unmittelbarer Nachbarschaft des Metzleinstaler Hofes wurden 1926 / 1927 die großen Gemeindebauten Reumannhof, Matteottihof und Herweghhof errichtet. PR-Menschen sprachen daher von diesem Gürtelabschnitt als Ringstraße des Proletariats.
Der Metzleinstaler Hof wurde in den Jahren 1993 bis 1996 saniert und 1997 mit dem Stadterneuerungspreis ausgezeichnet.

## Erster Gemeindebau

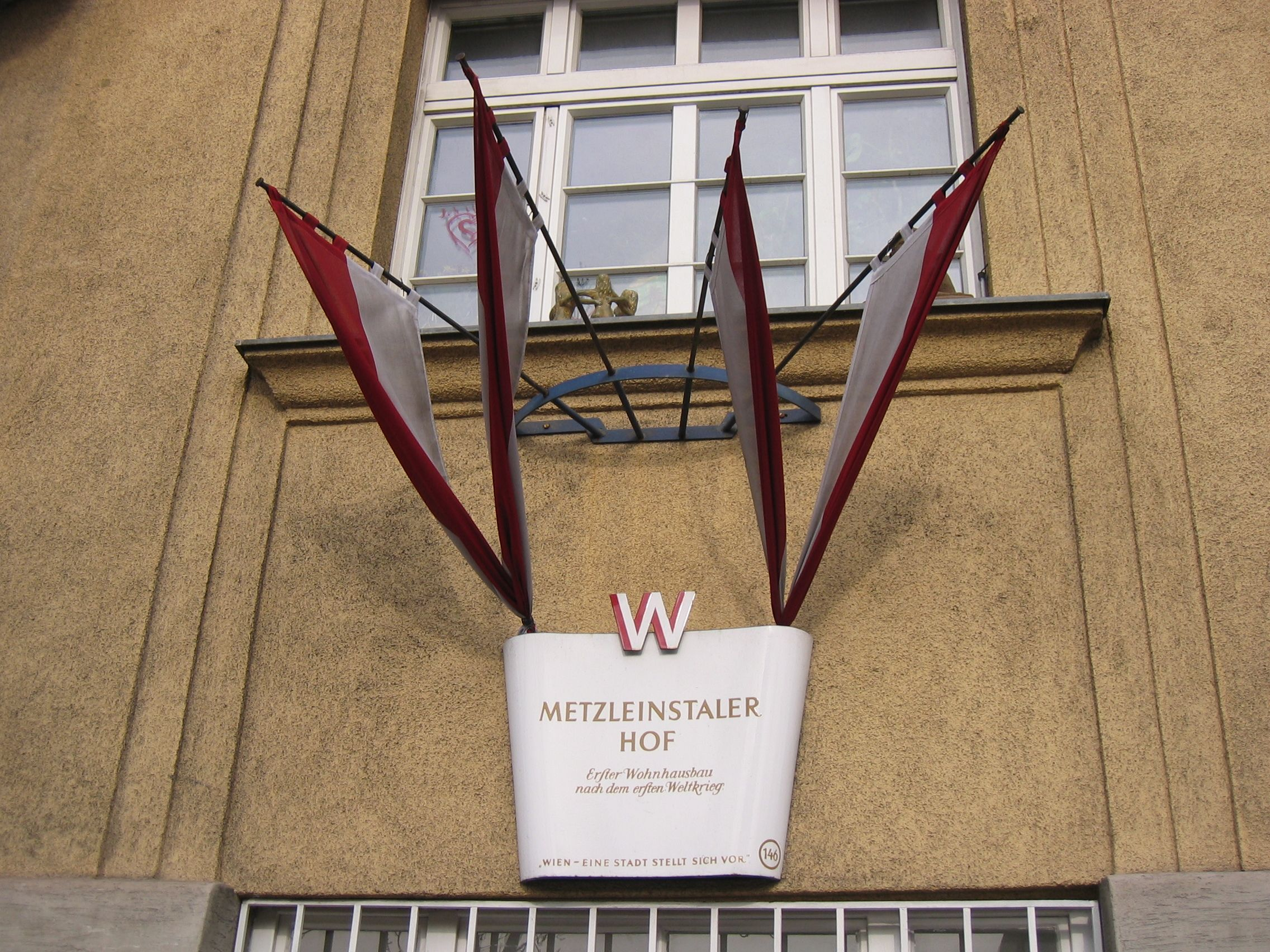
Hinweistafel für den ersten echten Gemeindebau

Der Metzleinstaler Hof wurde abwechselnd mit der Gemeindewohnanlage Mareschsiedlung (Teil der Siedlungs- und Wohnhausanlage Schmelz) im 15. Bezirk als erster Wiener Gemeindebau bezeichnet. Beide wurden während des Ersten Weltkriegs geplant und in den Jahren 1919/20 fertiggestellt. Eine sozialdemokratische Website zum Roten Wien verweist dazu auf folgende Fakten:
- Die Broschüre zur Eröffnung des Metzleinstalerhofes[3] beginnt mit den Worten: Der Metzleinstalerhof … wurde von der Gemeinde Wien in zwei Bauperioden ausgeführt. Der erste Teil … wurde … 1919 begonnen und im Winter 1920 vollendet.
- Andererseits brachte das Wiener Extrablatt am 14. Oktober 1920 eine Zeichnung von der Eröffnungsfeier der Mareschsiedlung.[4]

Dass der Metzleinstaler Hof heute dennoch als erster „echter“ Gemeindebau geführt wird, liegt daran, dass er – im Gegensatz zur einstöckigen Kleingartensiedlung im 15. Bezirk – nach Struktur und Aussehen dem „typischen“ Gemeindebau des Roten Wien entspricht.